# Парень (село)
Паре́нь — село в Пенжинском районе Камчатского края России. Находится на межселенной территории района.

## География
Село расположено в устье реки Парень на берегу Пенжинской губы, в 160 км к западу от райцентра — села Каменского.

## Этимология
Старинное название села — Гиллянъян. В переводе на русский это означает «ольховый дом».

## Население
| 1926 | 2002 | 2010 | 2013 | 2014 | 2015 | 2016 |
| ---- | ---- | ---- | ---- | ---- | ---- | ---- |
| 67   | ↗102 | ↘61  | ↗64  | ↗65  | →65  | ↘61  |
| 2018 | 2020 |      |      |      |      |      |
| ↘58  | ↘57  |      |      |      |      |      |

Половозрастная структура характеризуется относительно высокой долей детей (около 30 %) и незначительной численностью пожилых (менее 5 %) ввиду низкой продолжительности жизни коренного населения.
Национальный состав
По данным на 1 января 2009 года: 97 % — коряки; 1,5 % — эвены; 1,5 % — славяне.

## История

### Возникновение поселения
Парень — старинное корякское село. Предполагается, что как постоянное поселение Парень на этом месте возникло в XIX веке. Сформировали его оседлые коряки — нымылыны. По берегам реки Парень жил многочисленный род Пой — толо. Занимались они преимущественно зверобойным промыслом и ловлей рыбы в отличие от кочевых коряков «чавчыв». Село Парень было долгое время известно своим кузнечным промыслом. Так называемые паренские ножи местные мастера выковывали из металлических обломков, которые находили на берегу моря после кораблекрушений.

### Советский период
Утратив свой традиционный кузнечный промысел, село стало умирать.
Село Парень административно было ликвидировано в ноябре 1986 года. Согласно решению Корякского окружного исполкома всех жителей Пареня предписывалось переселить и трудоустроить в других сёлах района. Однако часть местных жителей наотрез отказались покидать насиженное место и продолжили обитать в этом крошечном селе.

### Современный период
В 2008 году главой села был назначен неоднократно судимый Николай Сулыма. Почти одновременно сначала депутатом, а потом председателем совета депутатов Пенжинского района стал Анатолий Гончаров, с которым Сулыма враждовал уже более 15 лет. Вскоре после назначения давние враги начали пытаться сместить друг друга с руководящих постов. 18 июня 2010 года председатель районного совета наконец-то добился победы — ему удалось сместить Сулыму с поста главы селения. Через неделю после этого, 25 июня, уволенный чиновник прибыл в Каменское, вошёл в здание районной администрации и убил Гончарова двумя выстрелами из ружья. После этого Сулыма пошёл в милицию и написал явку с повинной.
В 2009 году СМИ сообщали о бедственном положении местных жителей, об отсутствии продуктов и медикаментов.

## Экономика
Экономика села носит натуральный характер. Занятость присутствует только в сфере управления и услуг, которые занимаются формальным жизнеобеспечением села. Из всего взрослого населения около 50 % занято в сфере услуг и около 50 % — безработные. Основным работодателем является школа и детский сад. Ещё несколько человек занято в администрации, ДЭС, клубе и отделении связи.

### Жилой фонд
Жилой фонд села состоит из 15 жилых 1-2-квартирных домов общей площадью 398 м². Жилые дома построены в 1960-е годы и их износ составляет 100 %. Жилая обеспеченность составляет около 6 м²/чел.
Планировочная организация села имеет довольно хаотичную и малосвязанную структуру. Жилая застройка представляет собой фрагменты стихийно сгруппированных индивидуальных домов с приусадебными участками.
Электроснабжение от дизельной электростанции. Централизованное теплоснабжение отсутствует. Водоснабжение от поверхностных источников, теплоснабжение — печное. Санитарная очистка территории и канализация отсутствуют.

### Транспорт
Из-за особенностей местной природы транспортное сообщение на данной территории серьёзно затруднено.
Парень одно из наиболее труднодоступных поселений в России. Можно добраться вертолётом по заявке. В летний период добираются по морю, в зимний — гужевым транспортном или вездеходами. Регулярное сообщение отсутствует и осуществляется несколько раз в год. Автомобильный транспорт в селе отсутствует.

## Связь
Из средств связи с внешним миром в Парени есть только таксофон, установленный в здании библиотеки. Звонки совершаются населением по карточкам оплаты, но входящие звонки бесплатны.
В 2009 году специалисты филиала РТРС наладили в Парени спутниковую тарелку и настроили телевизор на телеканалы. В этом селе никогда раньше не было телевидения, поскольку в середине прошлого века при организации телерадиовещания на полуострове сети до Парени не довели.

## Культура и социальная сфера
Сфера образования на 2009 год в селе была представлена дошкольным учреждением (детский сад «Кон-Кон») и учреждением начального образования «Пареньская начальная школа».
Из-за аварийного состояния профильного здания детский сад размещён в здании индивидуального дома. В 2008—2009 годах численность детей, посещающих детский сад, составила 7 человек.
Начальная школа расположена в одноэтажном деревянном здании 1956 года постройки. Численность школьников за последние 10 лет сократилась с 15 до 1 школьника.
В сельском поселении функционирует библиотека и клуб.

## Здравоохранение
Услуги в сфере здравоохранения на территории села не предоставляются из-за отсутствия кадров соответствующей квалификации.